# Hands Up
Hands Up – singel Lloyda Banksa, pierwszy z jego płyty Rotten Apple. W nagraniu piosenki wziął udział także 50 Cent, którego głos słychać w refrenie.
Diss Game’a na G-Unit (a szczególnie na Lloyda) „The Funeral” (znany również jako „100 Bars”) powstał właśnie na podkładzie tej piosenki. Parodiuje ten utwór („I say Hands Up, Shorty wanna kick it with me. Get that wack shit of BET”), a tekstami wielokrotnie nawiązuje do innych raperów, a szczególnie do Snoop Dogga („The game is to be sold and not to be told”).